# Lise Thibault

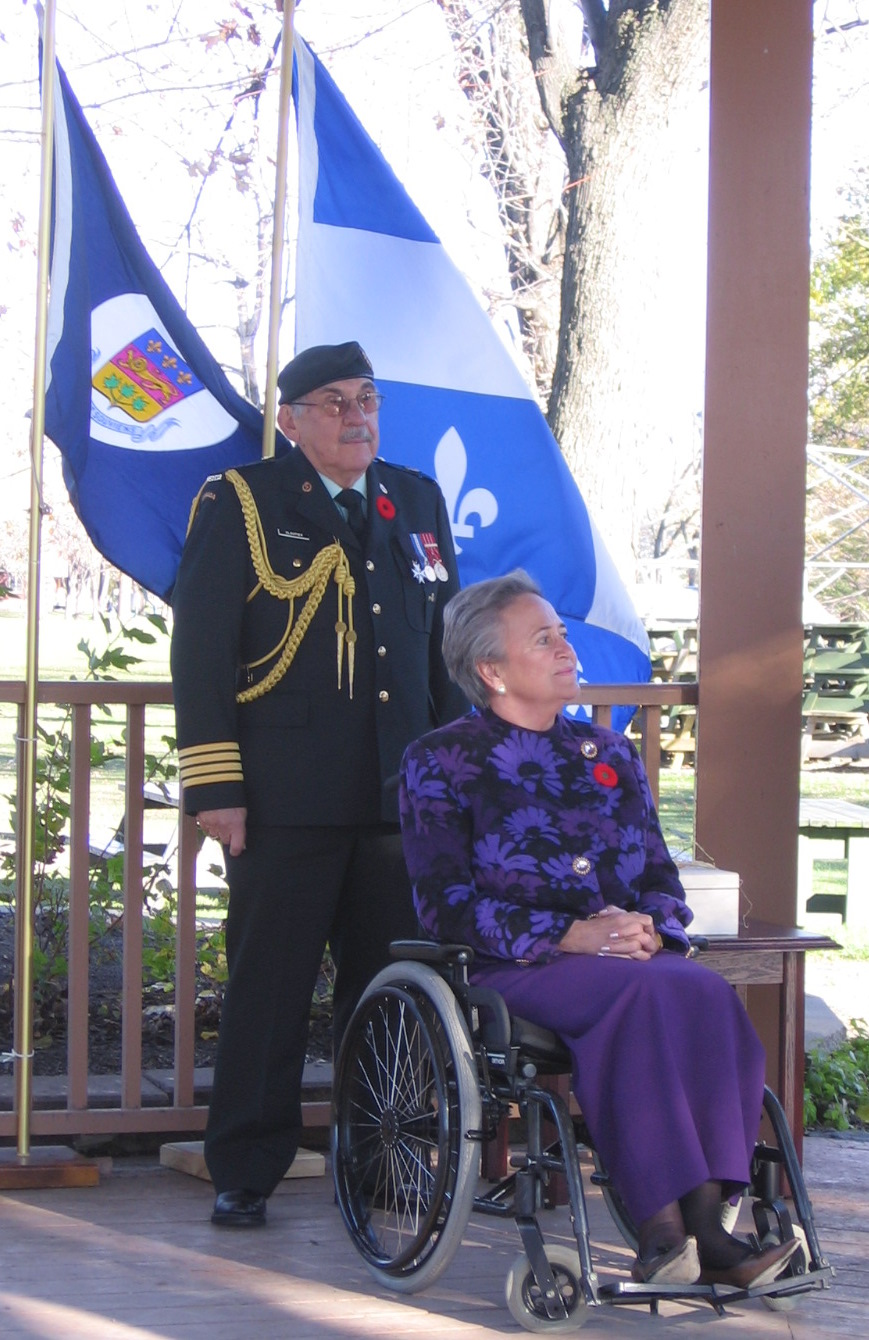
Lise Thibault (2006)

Lise Thibault (* 2. April 1939 in Saint-Roch-de-l’Achigan, Québec) ist eine kanadische Journalistin und Beamtin. Nach ihrer beruflichen Laufbahn im Rundfunk und im öffentlichen Dienst amtierte sie von 1997 bis 2007 als Vizegouverneurin der Provinz Québec.

## Biografie
Thibault erlitt in ihrer Jugend einen schweren Unfall und ist seither auf einen Rollstuhl angewiesen. Nach der Schulzeit führte sie zunächst einen Blumenladen, später war sie in der Erwachsenenbildung tätig. Sie arbeitete von 1977 bis 1981 bei Télé-Métropole und von 1982 bis 1984 bei Radio-Canada als Fernsehmoderatorin und Redakteurin. Daneben engagierte sie sich in zahlreichen Organisationen in den Bereichen Medien, Gleichberechtigung, Kultur und Bildung. Von 1981 bis 1988 war sie Mitglied der Handelskammer von Laval.
Politisch unterstützte Thibault die Liberale Partei Kanadas und die Parti libéral du Québec, bei denen sie mehrere Parteiämter innehatte. Wiederholt sprach sie sich gegen die Unabhängigkeit Québecs aus und war Vizepräsidentin des Nein-Komitees vor dem Québec-Referendum 1980. Sie kandidierte ohne Erfolg bei der Wahl zur Nationalversammlung von Québec im Jahr 1981 und bei der Unterhauswahl 1984. Ab 1987 stand sie im Dienste der Provinzregierung, zunächst als Vizepräsidentin der Kommission für Gesundheit und Arbeitssicherheit, von 1993 bis 1995 als Präsidentin und Generaldirektorin des Amtes für behinderte Menschen.
Generalgouverneur Roméo LeBlanc vereidigte Thibault am 30. Januar 1997 als Vizegouverneurin von Québec. Sie war damit die erste Frau in diesem repräsentativen Amt. Am 7. Juni 2007 trat sie zurück. Im Februar desselben Jahres waren Vorwürfe erhoben worden, dass sie massiv zu hohe Spesen in Rechnung gestellt habe. Gerüchte über ihre Ausgabenfreudigkeit hielten sich auch nach ihrem Rücktritt hartnäckig. Die Rechnungsprüfungsämter der Provinz und des Bundes gingen von einem Fehlbetrag von 700.000 Dollar aus und übergaben die Akten zur polizeilichen Untersuchung. Am 25. September 2009 wurde Thibault formell angeklagt; die Anklage lautet auf Betrug, Vertrauensbruch, Urkundenfälschung und Veruntreuung von staatlichen Mitteln. Im September 2015 wurde sie in erster Instanz zu einer Gefängnisstrafe von 18 Monaten sowie zur Rückzahlung von 300.000 Dollar verurteilt. Sowohl Thibault als auch die Staatsanwaltschaft gingen in Berufung, die Anhörung innerhalb dieses Verfahrens ist für Februar 2016 vorgesehen.